# 우주 전쟁 (라디오 드라마)

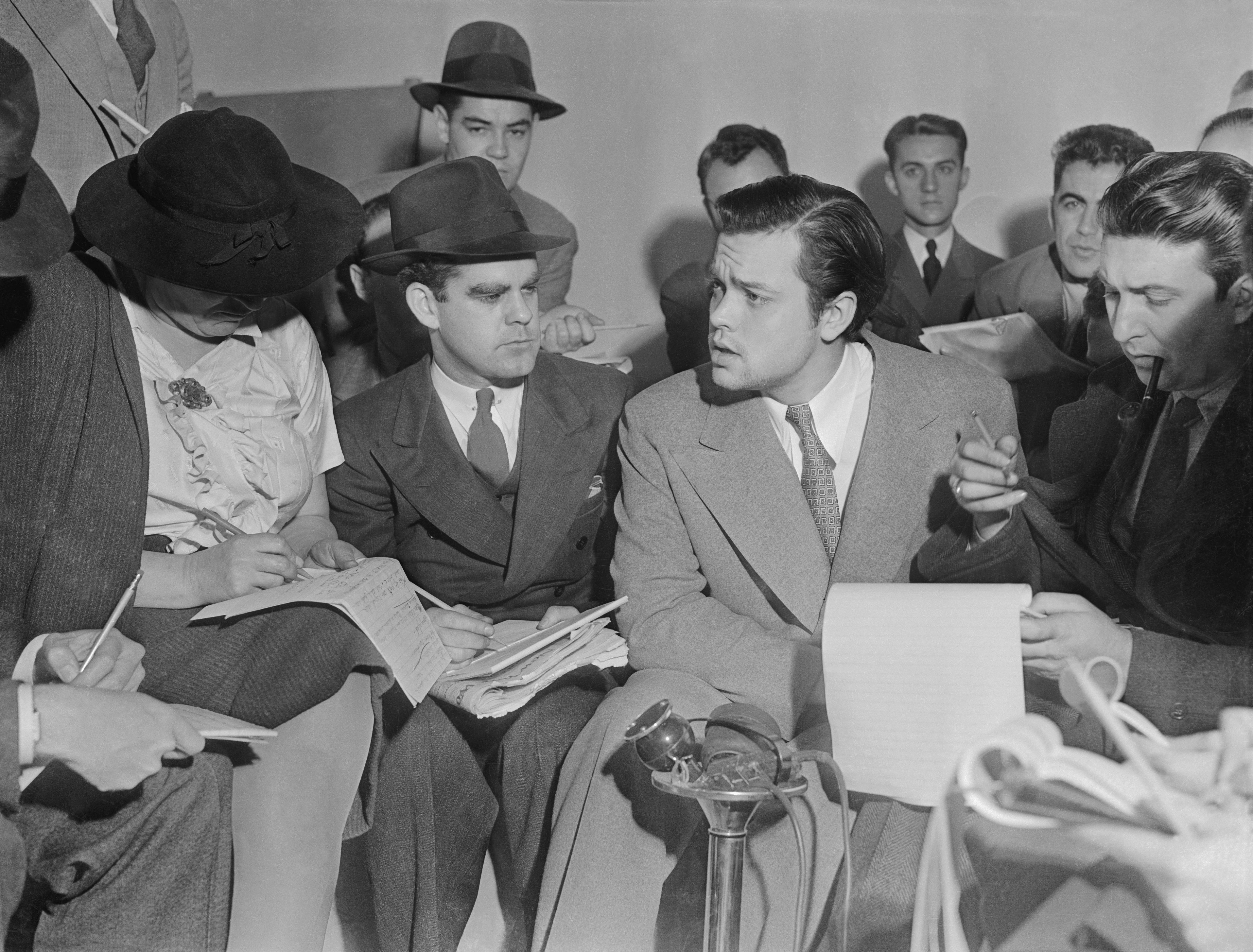

우주 전쟁(The War of the Worlds)은 H. G. 웰스의 동명 소설을 원작으로 하여 만든 오슨 웰스의 라디오 드라마이다. 웰스가 감독, 각본, 제작, 목소리 연기를 모두 도맡아서 했다.,
1938년 10월 30일, 핼러윈 특집으로 미국의 CBS 라디오 방송을 통해 공개되었다. 이 생방송은 연출임에도 불구하고, 수많은 청취자들이 실제로 화성인이 침공했다고 믿게 만들었다고 한다. 웰스의 각색은 가장 성공한 라디오 드라마 제작이라고 할 수 있으며, 라디오 기획의 첫 연구 중 하나이다.

## 같이 보기
- 모큐멘터리